# Calvados (eau-de-vie)
Pour les articles homonymes, voir Calvados et Calva.
Ne doit pas être confondu avec Cava (vin).
Le calvados (appelé familièrement « calva ») est une eau-de-vie de Normandie obtenue par distillation de cidre ou de poiré.

## Appellations
Le calvados a obtenu son appellation d'origine contrôlée (AOC) en 1942. Après une simplification des appellations en 1984, elles sont désormais au nombre de trois selon des aires géographiques de production strictement délimitées par l’INAO :
- « calvados » (74 % de la production totale de calvados) devant provenir de la distillation simple ou double d'un cidre de Normandie issu des zones suivantes : majeure-partie de la Basse-Normandie (Campagne de Saint-André exceptée) et pays de Bray
- « calvados du pays d’Auge » (25 % de la production) devant provenir de la double distillation d'un cidre du pays d'Auge
- « calvados domfrontais » (1 % de la production, AOC obtenue en 1997) devant provenir de cidre et d’au moins 30 % de poiré, issus des sols granitiques du Domfrontais, la distillation simple ou double s’effectuant en alambic à colonne et l'élevage en fûts de chêne pendant trois ans minimum

## Histoire
L'eau-de-vie aujourd'hui appelée calvados est attestée au XVIe siècle dans le journal de Gilles de Gouberville, gentilhomme du Cotentin, qui mentionne, en date du 28 mars 1553, que la culture des pommiers à cidre est encouragée par l'arrivée de nouvelles variétés en provenance du Pays basque. Gouberville s'intéresse tout particulièrement à la culture de ses vergers qui ne comptent pas moins de 40 variétés de pommiers.
La corporation des distillateurs d’eau-de-vie de cidre voit le jour en 1600.
La Normandie étant réputée pour ses pâturages naturels et son bocage qui sont habituellement plantés de pommiers destinés à produire le cidre, la majorité des fermes produisait jusqu’à récemment son propre cidre et son calvados. Des alambics sillonnent la campagne pour réaliser ces distillations.
Lorsqu'une épidémie de phylloxéra dévasta les vignobles de France et d'Europe à la fin du XIXe siècle, le calvados connut son âge d'or.
Le département du Calvados a été créé pendant la Révolution française et c'est plus tard, en 1884, qu'apparaît la première attestation écrite en français du terme calvados pour désigner l'eau-de-vie. C'est donc à la fin du XIXe siècle que l'eau-de-vie du département du Calvados, bientôt appelée « calvados », devient populaire à Paris et son nom englobe bientôt toutes les eaux-de-vie de cidre venant de Normandie.
Actuellement, plus de 50 % de la production de calvados est exportée.
Compte tenu des droits d'accise et taxes importants imposées sur l'alcool pour mener une politique de lutte contre la consommation excessive d'alcool, le degré en alcool des Calvados commercialisés s'est progressivement trouvé réduit pour réduire le prix de vente des bouteilles d'alcool au consommateur. Le calvados du commerce titre désormais généralement entre 40° et 45° d'alcool pur. On trouve cependant encore quelques calvados, notamment des calvados non réduits, dont le degré d'alcool peut dépasser 55°. La licence autrefois accordée pour pouvoir faire bouillir son cidre n'est plus renouvelée depuis 1959 . La conjonction de ces deux réglementations a donné naissance à un marché parallèle qui tend toutefois à disparaître, tant par diminution du nombre de consommateurs que par la présence de calvados frelaté.

## Élaboration

### Élaboration du cidre de chauffe
Le cidre dit « de chauffe » (apte à la distillation) peut être élaboré à partir de plus de 200 variétés de pommes et il n'est pas rare pour un producteur d'utiliser plus de 100 variétés de pommes spécifiques pour produire son calvados. Le fruit est récolté (le plus souvent à la main) et pressé, le moût ainsi obtenu subissant une fermentation alcoolique. Les variétés de pommes utilisées sont appelées « pommes à cidre ». Elles sont soit douces (comme la variété rouge duret), acidulées (comme la variété rambault), ou amères (comme la mettais, la saint-martin, la frequin ou la binet rouge), cette dernière catégorie étant composée de variétés non comestibles. La raison pour laquelle on utilise des pommes amères est qu'avec des pommes sucrées les boissons alcoolisées seraient trop sucrées. Une recette typique de calvados pourrait comporter 30 % de pommes sucrées, 40 % de pommes acidulées et 30 % de pommes amères, une autre recette peut inclure 40 % de sucrées, 20 % d'acidulées et 40 % d'amères.

### Distillation
Dans le cas d'une double distillation (cas du cidre du pays d'Auge notamment), la première-chauffe est effectuée à partir du cidre pour obtenir le « brouillis » ou « petites eaux » (titrant à 28 ou 30°), dont les « têtes » (produits plus légers, premiers arrivés dans la distillation) et les « queues » (produits plus lourds, arrivés en fin de distillation) ont été éliminés. La seconde chauffe consiste à distiller les petites eaux en écartant à nouveau les têtes et les queues, pour donner la « bonne chauffe ». Pour avoir droit à l’appellation « calvados », cette « bonne chauffe » ne doit pas excéder 72°.
Il y a plus de cinquante ans, le calvados était dans le Nord Cotentin obtenu par distillation de cidre traditionnel titrant autour de 5° d'alcool. Cette distillation était faite pour le compte de fermiers qui avaient un certain nombre de pommiers dans leurs champs. Ils étaient nommés exploitants producteurs. Les distillateurs étaient des itinérants appelés bouilleurs de cru. Ils se déplaçaient de village en village et de ferme en ferme avec leur bouilleuse qui était tirée par un cheval. Plus tard on adaptera des roues à pneus afin de voyager plus facilement avec un tracteur. Les bouilleuses étaient en général des alambics à colonne de marque Estève fabriquées à Bordeaux. Un très bel exemplaire d'une bouilleuse existe à Valognes, ville du Nord Cotentin au musée du cidre et du calvados. La distillation était en fait une simple distillation qui avait lieu d'une seule chauffe. La chaudière était alimentée au feu de bois. Le calvados était tiré autour de 70°, car les fermiers n'avaient droit qu'à dix litres d'alcool pur (10 x 100° = 1000°) : environ quatorze litres à 70° ou vingt litres à 50°. Pierre Mendès France abolira ce système de droits accordé aux exploitants producteurs.

### Élevage et vieillissement
Le calvados doit être élevé au moins deux ans en fûts de chêne, ce qui lui donne une couleur ambrée. Plus il est âgé, plus son profil gustatif évolue. Habituellement, la maturation se poursuit pendant plusieurs années, une demi-bouteille de calvados de vingt ans pouvant facilement valoir le prix d'une bouteille pleine de dix ans. En mélangeant le calvados avec du moût de pomme, on obtient une mistelle de pommes : le pommeau de Normandie (titrant entre 16° et 18° d’alcool). Le calvados porte différentes mentions selon son stade de vieillissement. La mention « VS » correspond à un calvados de deux ans minimum, alors que « vieux » et « réserve » sont attribués à des calvados de trois ans d'âge minimum. A quatre ans, un Calvados se voit décerner la mention « vieille réserve » ou VSOP ». À partir de six ans, il est classifié en tant que « très vieille réserve », « XO », « Napoléon » ou encore « très vieux ».

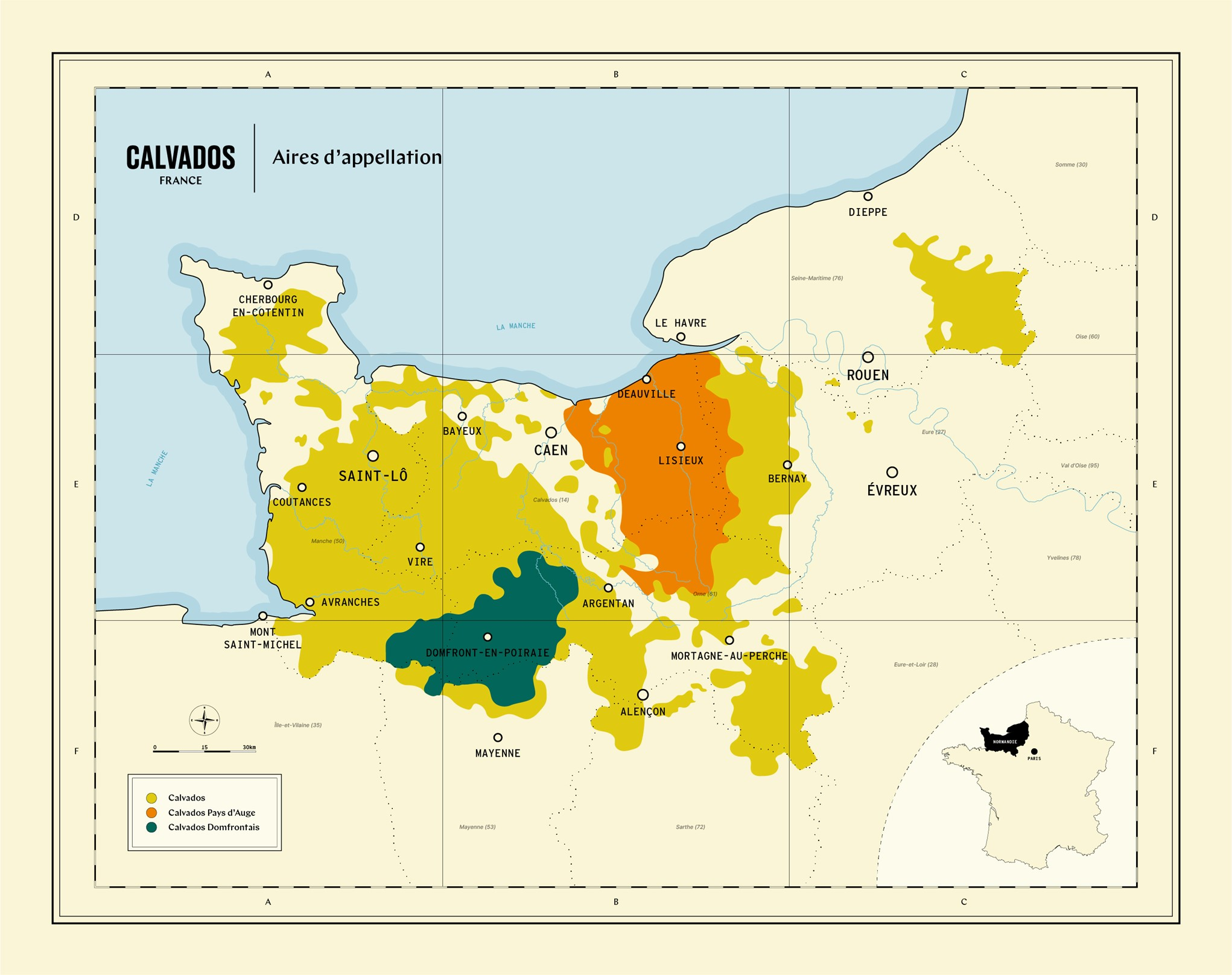
Les trois appellations d'origine contrôlée de Calvados.

## Consommation
Un bon calvados se sert tel quel chambré (jamais sur glace), en dégustation apéritive ou bien en digestif ou trou normand. Il s'accorde parfaitement avec les fromages, les chocolats, les desserts, les crèmes au chocolat et les glaces. Il entre dans la composition de nombreuses recettes normandes, comprenant des pommes, des crevettes, du veau ou du poulet. On s’en sert pour flamber, surtout les crêpes et les tartes. Une version moderne allégée du trou normand fort populaire consiste à le servir en sorbet (généralement à la pomme), à l'instar d'un colonel.
La culture normande est fortement marquée par le calvados, comme le montre la tradition du trou normand, habitude, lors des repas festifs, de boire un petit verre de calvados entre deux plats de résistance, ainsi que le traditionnel « café-calva » servi dans les cafés. Le « canard » est un sucre trempé dans un fond de calvados, traditionnellement consommé par les adultes mais également les enfants à la campagne.
- La pratique du trou normand a pour origine la durée relativement longue des repas de fête qui comptaient plusieurs plats de viande successifs. La pratique actuelle tend à la diminution des quantités de viande et à la préférence d'un trou normand glacé : depuis les années 1990, on voit de plus en plus souvent servir après la viande une boule de sorbet à la pomme, que certains prennent sans calvados. Cependant, la glace atténue l’effet digestif et rend inutile l’usage traditionnel.
- Le café-calva est également en perte de vitesse, et tend à disparaître en même temps que les derniers vestiges de la société rurale normande. Il peut s'appeler, selon les endroits, cafaé coueffi (coiffé) ou cafaé arousaé (arrosé). Pour l’anecdote, dans les années 1970, on disait un café nature dans les bars de Cherbourg pour désigner un café non pas sans sucre mais sans calvados[3].